# Маккой (Колорадо)
Маккой (англ. McCoy) — переписна місцевість (CDP) в США, в окрузі Ігл штату Колорадо. Населення — 30 осіб (2020).

## Географія
Маккой розташований за координатами 39°54′52″ пн. ш. 106°43′33″ зх. д. / 39.91444° пн. ш. 106.72583° зх. д. (39.914405, -106.725749).  За даними Бюро перепису населення США в 2010 році переписна місцевість мала площу 0,77 км², уся площа — суходіл.

## Демографія
Згідно з переписом 2010 року, у переписній місцевості мешкали 24 особи в 12 домогосподарствах у складі 9 родин. Густота населення становила 31 особа/км².  Було 13 помешкання (17/км²).
Расовий склад населення:
| - 100,0 % — білих |

До двох чи більше рас належало 0,0 %. Частка іспаномовних становила 0,0 % від усіх жителів.
За віковим діапазоном населення розподілялося таким чином: 16,7 % — особи молодші 18 років, 66,6 % — особи у віці 18—64 років, 16,7 % — особи у віці 65 років та старші. Медіана віку мешканця становила 57,0 року. На 100 осіб жіночої статі у переписній місцевості припадало 84,6 чоловіків;  на 100 жінок у віці від 18 років та старших — 81,8 чоловіків також старших 18 років.
Цивільне працевлаштоване населення становило 10 осіб. Основні галузі зайнятості: науковці, спеціалісти, менеджери — 100,0 %.